# Carna Island
Carna Island är en ö i Storbritannien.   Den ligger i kommunen Highland och riksdelen Skottland, i den nordvästra delen av landet, 700 km nordväst om huvudstaden London. Arean är 2,1 kvadratkilometer. Trakten runt Carna Island består i huvudsak av gräsmarker.